# Bröstlapp

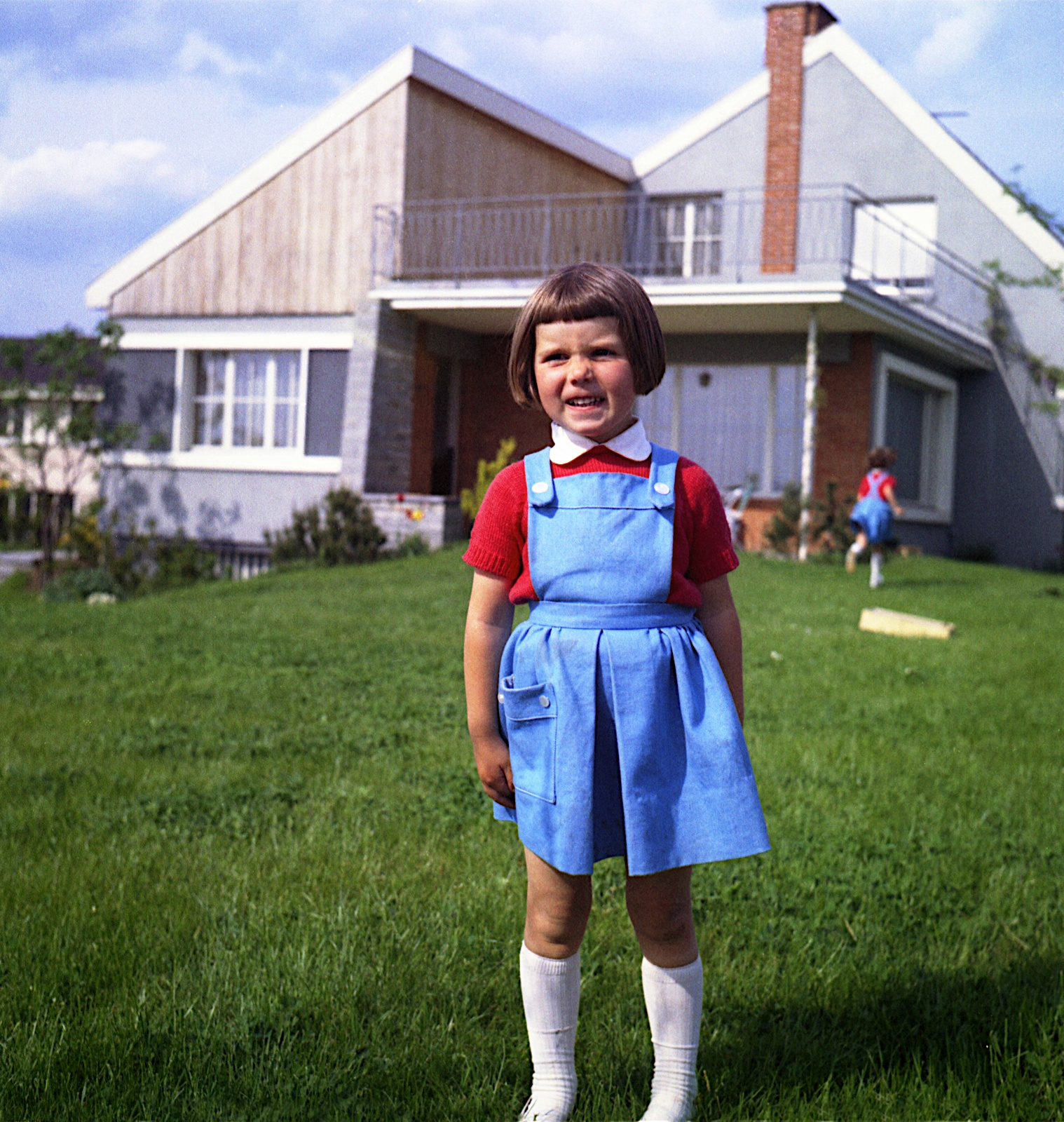
Flicka i hängselklänning med bröstlapp.

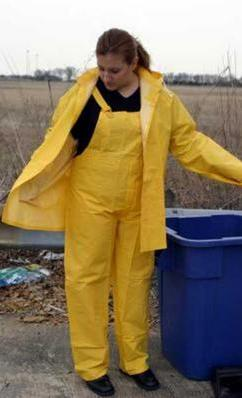
Kvinna i galonbyxor med bröstlapp, där bröstlappen inte är påsydd.

Bröstlapp är en del av ett klädesplagg och består vanligen av ett fyrkantigt tygstycke, som delvis täcker framsidan av bålen. Det är vanligen påsytt till kjoldelen av en klänning, byxdelen av ett par hängselbyxor eller nederdelen av ett förkläde. Termen kan även användas om motsvarande del av ett plagg som är i ett stycke och där bröstlappen således inte är en separat påsydd del.
Mer specifika exempel på plagg som kan omfatta en bröstlapp inkluderar hängselklänning, förklädesklänning, snickarbyxor, termobyxor och Carl Larsson-förklädet.
Främst historiska användningar av termen bröstlapp inkluderar en haklapp exklusive knytbanden.